# Veïnat (Canillo)
El veïnat és la subdivisió administrativa tradicional de la parròquia andorrana de Canillo, anàloga al quart existent en altres parròquies del Principat d'Andorra.
La parròquia de Canillo es divideix en els veïnats de Soldeu, el Tarter, l'Aldosa (que inclou els Plans), Meritxell, el Forn, el Vilar, Canillo i Prats.